# Balle en plastique

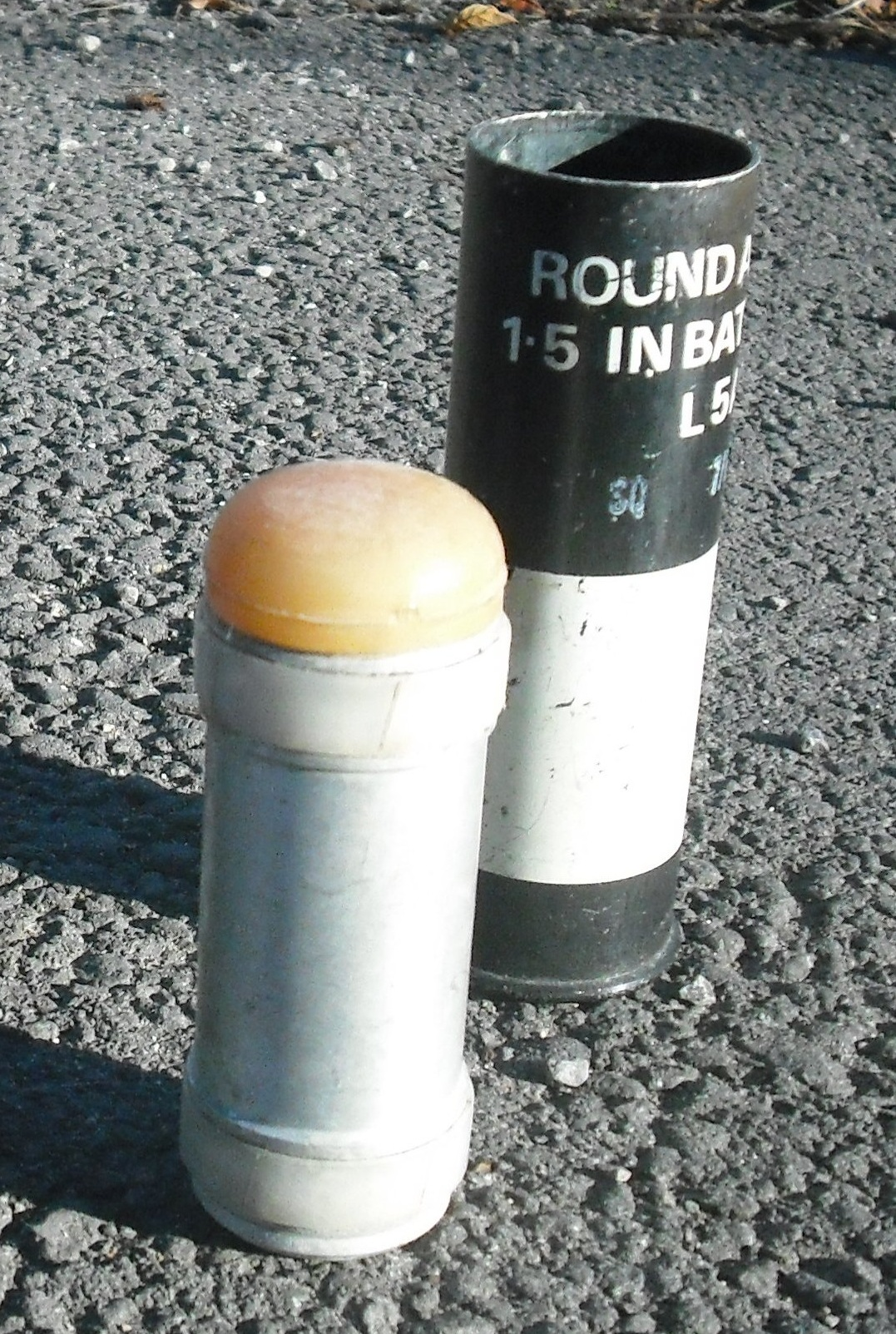
A gauche et à droite : projectile de bâton en plastique composite/aluminium de la munition L21,,,, et étui de la munition L5.

La balle en plastique peut se référer à :
- Rondelle de bâton en plastique : projectile large, contondant et à faible vitesse tiré à partir d'un pistolet spécialisé, destiné à servir d'arme moins létale pour le contrôle des émeutes[6],[7].
- Balle en plastique : balle de taille et de forme conventionnelles fabriquée à partir d'un matériau composite comprenant du plastique, tirée à partir d'un fusil conventionnel et capable de pénétrer les tissus humains, conçue comme une arme moins létale pour le contrôle des émeutes[8],[9].
- Balle en plastique (tir à la cible) : balle émoussée et légère pour armes de poing, destinée à l'entraînement à la cible à courte portée et non à l'utilisation comme arme[10].

Les deux types de balles en plastique destinées à la lutte antiémeute ont fait des victimes,.
Les balles en plastique sont généralement utilisées pour lutter contre les émeutes. Certaines balles en plastique sont conçues pour être tirées à la volée, frappant le sol et ricochant sur la cible visée, tandis que d'autres sont conçues pour être tirées directement sur la cible. [Les balles en plastique sont généralement utilisées pour le contrôle des émeutes[citation nécessaire].
Les balles de matraque en plastique ont été inventées par des chercheurs britanniques pour offrir une alternative plus précise aux balles en caoutchouc. Elles étaient destinées à être tirées directement sur les émeutiers en Irlande du Nord pendant les Troubles,.
Une balle d'arme de poing de petit calibre, émoussée, de faible vitesse et en plastique creux, est parfois utilisée pour le tir à courte distance (voir utilisation en entraînement).

## Histoire
La balle de bâton en plastique a été mise au point au Royaume-Uni par les scientifiques de Porton Down et destinée à être utilisée contre les émeutiers en Irlande du Nord pendant les Troubles. Elle a été utilisée pour la première fois en 1973,,.
La première version était le L5 Plastic Baton Round (PBR, communément appelé balle en plastique). Il a été créé pour remplacer les balles en caoutchouc, utilisées en Irlande du Nord depuis 1970 et retirées à la fin de 1975. Les balles en caoutchouc étaient destinées à être tirées sur les jambes des émeutiers ou sur le sol devant les manifestants. eux. Cependant, ils étaient souvent tirés directement sur des personnes à bout portant et parfois sur des personnes totalement innocentes. L'utilisation de balles en caoutchouc en Irlande du Nord a fait au moins trois morts et de nombreux autres grièvement blessés,.
La balle en plastique pourrait être tirée directement sur des personnes et à de plus longues distances. Il s'agissait d'un projectile ayant un effet similaire sur sa cible à celui d'une balle en caoutchouc. Officiellement, son avantage par rapport à la balle en caoutchouc était une plus grande précision,.
La première balle en plastique était en PVC (certaines sources disent en polyuréthane),,, pesait 135 g (4,75 oz), mesurait 38 mm (1,5 pouces) de diamètre et « un peu plus » 102 mm (4 pouces) de longueur. La nouvelle balle en plastique était de taille similaire mais plus légère que la balle en caoutchouc de 149 g (5,25 oz), mais la portée considérablement plus longue de la balle en plastique : 33 à 66 m (36 à 72 yd) contre 23 à 46 m (25 à 72 yd). 50 yd) – implique une vitesse initiale sensiblement plus élevée. Une analyse réalisée en 1976 concluait que la balle en plastique s'avérerait plus dangereuse que la balle en caoutchouc qu'elle remplaçait, surtout si elle était utilisée de manière abusive à courte distance,.
En Irlande du Nord, entre leur première utilisation en février 1973 et février 1983, les balles en plastique ont tué quatre fois plus de personnes que les balles en caoutchouc qu'elles ont remplacées.
La dernière variante de la balle en plastique L5, la L5A7, a été introduite en 1994[citation nécessaire]. La L5 a été remplacée par la L21A1 en 2001. La balle en plastique L21 a été tirée à partir d'un nouveau lanceur, le canon anti-émeute HK L104A1, une arme rayée qui donne une plus grande efficacité. précision lorsqu'elle est utilisée avec un viseur optique que les armes à canon lisse utilisées pour tirer les premiers obus L5.
Une étude réalisée en 2003 pour la Commission des droits de l'homme d'Irlande du Nord a révélé que le nouveau tir L21 était « potentiellement plus mortel » car il était imprécis et 2,5 fois plus susceptible de pénétrer dans les tissus corporels que l'ancien tir L5. Un obus L21 sur trois a raté sa cible, tandis que 10 % des obus L21 tirés ont causé des blessures, contre 1,14 % des obus L5. Le Conseil consultatif scientifique de la Défense a constaté que l'obus L21 frappant en fin de course pouvait pénétrer dans un crâne humain. et se loge dans le cerveau, tuant la victime ; également que l'obus L21 présentait plus de risques pour les passants innocents que l'obus L5 en raison de son plus grand potentiel de ricochet.
Le L21 a été remplacé par le projectile à énergie atténuée L60A1 en juin 2005 en raison de tests montrant que le L21 était plus dangereux que les obus précédents, en particulier lorsqu'il frappait la tête,.

## Utilisation: cartouches en plastique

### Utilisation en Irlande du Nord
| Année      | Balles en caoutchouc | Balles en plastique |
| ---------- | -------------------- | ------------------- |
| 1970       | 238                  |                     |
| 1971       | 16,752               |                     |
| 1972       | 23,363               |                     |
| 1973       | 12,724               | 42                  |
| 1974       | 2,612                | 216                 |
| 1975       | 145                  | 3,556               |
| 1976       |                      | 3,464               |
| 1977       |                      | 1,490               |
| 1978       |                      | 1,734               |
| 1979       |                      | 1,271               |
| 1980       |                      | 1,231               |
| 1981       |                      | 29,665              |
| Sous-total | 55,834               | 42,669              |
| Total      | 98,503               | 98,503              |

L'armée britannique en Irlande du Nord a reçu des balles en plastique en août 1972, l'intention étant de remplacer l'utilisation de balles en caoutchouc, et les a utilisées pour la première fois en février 1973 ; tandis que la Police Royale de l'Ulster (RUC) a « essayé » pour la première fois le nouveau projectile lors d'une émeute le 12 août 1973. Peu de temps après leur introduction, il a été découvert que les balles en plastique étaient mortelles à certaines distances. Les balles en caoutchouc avaient été retirées d'Irlande du Nord à la fin de 1975.
Quatorze personnes ont été tuées par des impacts de balles en plastique ; la moitié d'entre eux étaient des enfants et tous sauf un étaient issus de la communauté catholique. Les décès se sont produits sur une période de 14 ans, de 1975 à 1989. La plupart des décès auraient été causés,, par un mauvais usage de l'arme par les forces de sécurité britanniques, tirant à bout portant et au niveau de la poitrine ou de la tête plutôt que de viser en dessous de la taille.
La première personne tuée par une balle en plastique fut Stephen Geddis, 10 ans, décédé le 30 août 1975 à l'hôpital, deux jours après avoir été abattu par l'armée britannique dans l'ouest de Belfast. L'une des victimes les plus médiatisées des balles en plastique était Carol Ann Kelly, 12 ans, de l'ouest de Belfast, décédée à l'hôpital le 22 mai 1981 après avoir reçu une balle dans la tête par un membre du Royal Regiment of Fusiliers le 19 mai 1981,.
En 1982, le Parlement européen a appelé les États membres à interdire l'utilisation de balles en plastique. Cependant, ils ont continué à être utilisés par les forces de sécurité britanniques en Irlande du Nord. En 1984, la Campagne unie contre les balles en plastique a été fondée, appelant à l'interdiction des balles en plastique en Irlande du Nord. L'une de ses fondatrices, Emma Groves, était devenue aveugle à vie en 1971 lorsqu'un soldat britannique lui a tiré une balle en caoutchouc au visage. Lors des émeutes de juillet 1997, un garçon de 14 ans a été touché à la tête par une balle en plastique et a passé trois jours dans le coma.
De 1973 à 1981, un peu plus de 42 600 balles en plastique ont été tirées en Irlande du Nord. En 2005, 125 000 coups de matraque avaient été tirés, la plupart étant des balles en plastique.

### Autres lieux d'utilisation

#### Europe
Les balles en plastique ont été approuvées pour le maintien de l'ordre en Angleterre et au Pays de Galles en juin 2001[citation nécessaire]. Les balles en plastique ont également été autorisées lors des manifestations au sommet du G8 à Gleneagles, en Écosse, en juillet 2005. Une balle en plastique a été utilisée avec succès pour désarmer un preneur d'otages armé d'une machette à Dorchester, en Angleterre. en novembre 2002.
En septembre 2004, sept constructeurs navals qui faisaient un piquet de grève ont été blessés lors d'une attaque à base de gaz lacrymogènes et de balles en plastique à Cadix, en Espagne.

#### Amérique
Au cours du week-end du 20 avril 2001, lors de la manifestation anti-ZLEA à Québec, au Canada, des balles en plastique ont été utilisées par les forces de police contre des manifestants qui tentaient de franchir les barrières de sécurité. Des balles en plastique ont été utilisées contre des manifestants lors d'une manifestation contre la mondialisation au Québec en 2001, où un individu aurait subi une trachéotomie d'urgence après avoir été touché à la gorge,.
La police et les soldats vénézuéliens ont tiré des balles en plastique sur des étudiants manifestants à Caracas en décembre 2010.

#### Afrique
En 1990, la police anti-émeute kenyane a fait irruption dans une salle de l'Université de Nairobi, frappant des étudiants à coups de matraque. Une étudiante en fuite a reçu une balle en plastique dans le ventre.
Des balles en plastique à pointe de mousse ont été utilisées par les Marines américains lors d'un essai pendant la guerre d'Irak, mais ont été jugées inefficaces.

## Utilisation: balles en plastique pénétrantes

### Utilisation en Israël
Les balles en plastique israéliennes ne sont pas des balles matraques et sont capables de pénétrer dans tous les tissus corporels,.
En août 1988, l’armée israélienne a commencé à utiliser des balles en plastique pour contrôler les foules par l’administration militaire de Cisjordanie et de la bande de Gaza. Le ministre israélien de la Défense, Yitzhak Rabin, a expliqué que les balles en plastique étaient destinées à causer davantage de blessures aux émeutiers palestiniens. Les commandants de l'armée espéraient que leur utilisation réduirait les jets de pierres palestiniens, mais cela ne s'est pas produit au cours du premier mois de leur utilisation, au cours duquel les balles en plastique israéliennes ont tué huit Palestiens.
En mars 1990, un rapport de l'armée intitulé "Uprising Data" révélait que 128 "résidents locaux" avaient été tués par des balles en plastique. Selon les règles d'engagement de l'armée, l'utilisation de balles en plastique est autorisée en cas d'« émeute violente », définie comme : « une perturbation avec la participation de trois personnes ou plus, y compris des jets de pierres, l'érection d'une barrière ou d'une barricade, l'incendie Un pneu." Certaines des instructions contenues dans les règles d'engagement comprennent :
- Balle en plastique à tirer uniquement sur ordre du commandant
- Ne pas tirer à une distance inférieure à 70 mètres
- Viser sous le genou
- "Évitez de tirer sur des enfants de moins de 14 ans et sur des femmes"

D'avril à mai 1989, au début de la Première Intifada, cinq jeunes ont été tués par des balles en plastique tirées par des soldats israéliens, dont quatre avaient moins de 14 ans.
À la suite d'une visite dans un hôpital de Naplouse, un groupe de quatre médecins israéliens a déclaré : « La balle en plastique peut pénétrer dans tous les tissus. Même si la blessure causée par le plastique est moins grave que celle provoquée par les balles conventionnelles, elle reste une blessure très grave. La balle est capable de toucher les organes internes et, comme cela s'est produit dans les cas hospitalisés à l'hôpital d'Al-Ittihad, la balle a touché le foie, les intestins, la rate et les vaisseaux sanguins. Il est superflu d'ajouter qu'une telle blessure peut être mortelle. »

### Utilisation en Jammu-et-Cachemire
Le laboratoire indien de recherche balistique terminale de Chandigarh a développé des balles en plastique conçues pour être tirées avec des fusils conventionnels comme alternative à l'utilisation de pistolets à plomb pour le contrôle des foules.
Ces balles en plastique – et non des balles de matraque – peuvent être tirées avec des fusils AK-47 et INSAS et ont été utilisées par les forces de sécurité indiennes pour contrôler les foules en Jammu-et-Cachemire en Inde. Ils sont utilisés avec d'autres agents anti-émeutes tels que des gaz lacrymogènes, des grenades chili et des pistolets à plomb (fusils anti-émeute qui tirent des cartouches à plomb) par les forces de sécurité contre les manifestants qui jetaient des pierres lors d'affrontements violents en Jammu-et-Cachemire.
Selon les responsables de la Force centrale de réserve de la police (CRPF), les balles en plastique ne peuvent être tirées qu'en mode coup unique et non en mode rafale. Les balles pénétreraient jusqu’à 20 mm dans les cibles humaines.
21 000 cartouches de balles en plastique ont été envoyées au Cachemire en 2018 à des fins anti-émeutes. Une source anonyme au ministère indien de l'Intérieur a affirmé que l'utilisation de balles en plastique était basée sur la liste d'armes non mortelles approuvée par les normes de maintien de la paix des Nations Unies pour le contrôle des foules.

## Conception
La balle en plastique originale déployée au Royaume-Uni en 1972 pèse environ 135 g (4,75 oz) et était destinée à être efficace à une portée de 33 à 66 m (36 à 72 yd).

## Utilisation en entraînement
Il existe un type de balle en plastique réutilisable destinée à l'entraînement sur cible à courte portée à l'aide d'armes de poing conventionnelles, conçue pour être propulsée uniquement par une amorce de cartouche ordinaire.
Les balles en plastique Speer, la seule marque largement disponible, sont des cylindres en plastique creux à nez plat, sont disponibles en calibres .357/.38/9 mm, .44 et .45 et sont conçues pour être utilisées principalement dans les revolvers, car les balles plates le nez de la balle ne se nourrit pas bien dans la plupart des actions alimentées par un chargeur. Les balles en plastique à mouvement lent peuvent être capturées sans être endommagées et réutilisées plusieurs fois si un dispositif de sécurité approprié est utilisé. Pour une utilisation dans les revolvers, les versions .38 Special et .44 Special comprennent également des boîtiers en plastique, qui peuvent être amorcés et désamorcés à la main avec un minimum d'outils. Pour les autres calibres, des boîtiers standard en laiton sont utilisés.

## Voir également
- Billes d'airsoft
- Blessures aux yeux lors des manifestations chiliennes de 2019-2020
- Arme non létale
- Grenade éponge
- Balle de cire
- Wooden bullet